# Морозов, Павел Иванович (драматург)
Павел Иванович Морозов (род. 28 декабря 1958), Северодонецк, Луганская область, УССР, СССР) — русский актёр театра и кино, режиссёр, драматург.
Автор пьес, идущих в театрах России, Узбекистана, Белоруссии, Казахстана, Украины, Молдовы, Австрии, США, Швеции, Бельгии, Латвии. Пьесы переведены на чеченский, балкарский, казахский, украинский, якутский ,
осетинский
 и тувинский  языки. Начинал литературную деятельность под псевдонимом Роберт Квинта.
Павел Морозов в 1980 год учился в Ярославском театральном институте, на курсе Владимира Воронцова, основателя Ярославского камерного театра. Среди сокурсников того времени Владимир Гусев, Игорь Сидоренко, Евгений Мундум и Юрий Кузин. С 1980 по 1981 год работал актёром в Грозненском республиканском театре кукол (ныне Чеченский государственный театр юного зрителя).
В 1988 году закончил Московский государственный институт культуры (МГИК), курс заслуженного деятеля искусств РСФСР, профессора Бременского университета Семена Аркадьевича Баркана. Среди сокурсников Анатолий Ледуховский, Вадим Мадянов. С 1996 по 2008 год сотрудничал с Северодонецким городским театром драмы, преподавал сценическую речь и актёрское мастерство на вокальном отделении Северодонецкого музыкального училища им. С. С. Прокофьева.
В период с 2008 по 2014 год — актёр Луганского академического областного русского драматического театра им. Павла Луспекаева и преподаватель актёрского мастерства и сценической речи в Луганской государственной академии культуры и искусств (ЛГАКИ).
Сотрудничал с Новошахтинским драматическим театром в качестве актёра, режиссёра и руководителя литературно-драматической части.
Живёт в Москве, работает в Московском театре современной драматургии. Снимается в кино.

## Личная жизнь
Дети от первого брака с Лилией Морозовой — Александра (1993 г.р.), Аркадий (1988—2011).
Детей во втором браке с Татьяной Литвиновой нет.
Дочь Ева родилась в 2012 году, сын Роберт (2024), - в браке с актрисой Оксаной Морозовой.

## Творчество

### Драматургия
- «Кроткая». Пьеса по мотивам рассказа Ф. Достоевского. 1996.
- «Мамаклава». Комедия для взрослых. 1998[11][12][13][14][15].
- «Дыхание бабочки», драма. (впервые опубликована под названием "Кора. (Дорогая моя, дорогая) 2000[16].
- «Саломазо». Комедия для взрослых. 2004.
- «Последняя гастроль графа К» Комедия. 2005.
- «Агалматофилия» Комедия. 2006.
- «ЗАЯЦ и ВОЛКшебство» Пьеса-сказка. 2006.[17]
- «Случай в джунглях» Пьеса-сказка. 2007.
- «Мышли-шишли» Комическая сказка. 2008.[18]
- «Ассоль» Феерия в стихах и прозе. 2009.[19][20][21][22][23][24].
- «Хищный заяц или День рождения Волка» пьеса-сказка. 2009.[25].
- «Лев Васька». Пьеса-сказка. 2010.[26]
- «Девочка-Смерть». Кино-роман. 2011.
- «Ксюша и Робо-Кот». Фантастическая пьеса-сказка. 2015.[27]
- «Заячье дерево». Пьеса-сказка. 2017.[28]
- «Подарок для Чики». Пьеса-сказка. 2017.[29]
- «Похороните меня за кулисой». Мини-фарс. 2018.[30]

### Режиссёрские работы
- «Саня, Ваня, с ними Римас» по пьесе Владимира Гуркина. Сценография — Дмитрий Юмашев. Композитор — Михаил Сопов. Премьера 14 августа 2020 г. в Дмитровском драматическом театре «Большое гнездо»[31]
- «Приключения в день варенья» по сказке П.Морозова «Подарок для Чики». Сценография — Надежда Егорова, Алексей Климанов. Композитор — засл. деятель искусств Украины Михаил Мордкович. Премьера 5 ноября 2017 г. Московский лианозовский театр[32]
- «Все мыши любят сыр» Д.Урбана]. Музыкальная комедия. Художник — Алексей Климанов. Композитор — Евгений Баргман. Премьера 26 марта 2017 г. Московский лианозовский театр[33]
- «ЗАЯЦ и ВОЛКшебство», по сказке П.Морозова. Музыкальная сказка. Художник — Елена Бабкина. Композитор — засл. деятель искусств Украины Михаил Мордкович. Премьера — 7 сентября 2016 г. в Чеченском государственном театре юного зрителя[34]
- «Лев Васька». Музыкальная сказка П.Морозова. Художник — Юрий Сопов. Композитор — заслуженный деятель искусств Украины Михаил Мордкович. Премьера — 14 ноября 2015 г. в Новошахтинском драматическом театре в рамках реализации Государственной стипендии Союза Театральных Деятелей РФ.[35]
- «Саня, Ваня, с ними Римас» по пьесе Владимира Гуркина. Художник — Юрий Сопов. Композитор — Михаил Сопов. Премьера — 25 апреля 2015 г. Новошахтинском драматическом театре.
- «Заяц и Волкшебство». Музыкальная сказка П.Морозова с погонями и превращениями. Художник — Юрий Сопов. Композитор — заслуженный деятель искусств УкраиныМихаил Мордкович. Премьера — 10 октября 2014 г. Новошахтинском драматическом театре.
- «Май нейм из Маня» по А. Каневскому. Моно-спектакль. Художник — Юрий Сопов. Премьера — 19 апреля 2014 г. в Новошахтинском драматическом театре.
- Драма «Федра» на основе произведений Жана Расина и Татьяны Ливиновой в Луганской государственной академии культуры и искусств (ЛГАКИ). Пластика и хореография — Анна Повх. Март 2014 г.
- Пластический спектакль «Испанцы» по драме М. Ю. Лермонтова в (ЛГАКИ). Июнь 2013 г.
- «Ненормальная» по Н. Птушкиной. Премьера — 4 апреля 2013 г. (ЛГАКИ)[36]
- «Лев ВАСЬКА» по сказке П.Морозова. Премьера — 5 марта 2013 г. (ЛГАКИ)
- «ЗАЯЦ и ВОЛКшебство» по сказке П.Морозова. Премьера — 21 апреля 2011 г. (ЛГАКИ)
- «Теза с нашего двора» по А. Каневскому. Моноспектакль. Премьера — 15 декабря 2010 г. (ЛГАКИ). Спектакль — участник фестиваля «Театральный донбасс-2011»
- «Ночь Святого Валентина» по пьесе А. Марданя ЛГАКИ. Премьера 15 октября 2009 года. Спектакль — участник фестивалей «ВСТРЕЧИ В ОДЕССЕ-2009»)
- «Шишли-Мышли» по сказке П.Морозова (ЛГАКИ, 2008 год).
- «Анданте!» по пьесам Л. Петрушевской (Северодонецкий городской театр драмы, 2008 год)
- «Девушка, которая вышла замуж за индюка» по пьесе Гуниллы Боэттиус (Северодонецкий городской театр драмы, 2006 год). Спектакль — участник международного фестиваля-лаборатории «Арт-Альтернатива» (Донецк)

### Роли в кино
- 2016 — Легенды госбезопасности — Майор Меснер
- 2016 — Джинн (фильм) — Олигарх
- 2016 — Неизвестный — Коллекционер
- 2016 — След, серия 1674, «Цыганский бонус» — Евгений Новиков
- 2017 — Гадалка, Серия «Кража» — Геннадий Смольский
- 2017 — Светофор, серия 172 — Хозяин автосервиса
- 2017 — Психологини — Директор лагеря
- 2018 — След, серия 1997, «Астральное расследование» — Виктор Тимощук
- 2018 — Эмиграция — Дядя Коля
- 2018 — Кафе мёртвых поэтов — Семен-Григорий Пушкин
- 2019 — Гадалка, Серия «Наказание Казановы» — Олег Марченко, отец Дины
- 2021 — След, серия 2628, «Чужими руками» — Амбросимов, отец. Роль второго план

### Роли в театре[37]
Дмитровский драматический театр «Большое гнездо»
- 2022 — «Анна Каренина» Л. Толстой, (пост. — И. Костинкин) — Каренин

- 2021 — «Рыцарские страсти» В. Красногоров (пост. — Д. Юмашев) — Архивариус
- 2020 — «Волшебная ночь» В. Таньков, (пост. — Д.Юмашев) — Дед Мороз
- 2020 — «Саня, Ваня и Римас» Владимира Гуркина (пост. — П.Морозов, Д.Юмашев) — Петр
- 2020 — «Здравствуйте, я ваша тётя» Б.Томас (пост. — Д. Юмашев) — Судья Кригс
- 2020 — «Касатка» А.Толстой, (пост. — Д.Юмашев) — Уранов
- 2020 — «Царапины дождя» Я.Добрева, (пост. — Д.Юмашев) — Отец Цветы
- 2019 — «Невеста из Имеретии» В.Константинов, Б.Рацер, (пост. — Д.Юмашев) — Однозубая вдова
- 2019 — «Кукла» У. Гибсон, (пост. — А.Иванов) — Доктор
- 2019 — «Случай на большой дороге» А. П. Чехов, (пост. — Д.Юмашев) — Генерал
- 2019 — «Сирано де Бержерак» Э.Ростан, (пост. — И.Черкашин) — Барон де Гиш
- 2019 — «Аленький цветочек» по Аксакову, (пост. — Д.Юмашев, В.Сорокин) — Батюшка
- 2018 — «Фигаро» Бомарше, (пост. — В.Сорокин) — Антонио
- 2018 — «Здравствуйте, я ваша тётя» Б.Томас (пост. — Д. Юмашев) — Френсис Чесней
- 2018 — «БЛЭЗ» К.Манье (пост. — Д. Юмашев) — Клебер Карлье
- 2018 — «Ханума» А.Цагарели (пост. — Д. Юмашев) — Тимоте

Московский Лианозовский Театр
- 2018 — «К звездам!» Н.Мошиной (пост. — А.Гундарёва) — Главный
- 2016 — «Май нейм из Маня» А.Каневский — Он

Новошахтинский драматический театр
- 2015 — «Любовь, несмотря ни на что…» Л. Адамова (пост. — Р.Родницкий) — Леон
- 2015 — «Саня, Ваня, с ними Римас» Владимира Гуркина (пост. — Павел Морозов) — Петр
- 2015 — «Невозвратная любовь» Ники Косенковой (пост. — Ника Косенкова) — Филипыч
- 2015 — «Чайка» А. П. Чехова (пост. — И.Черкашин) — Шамраев
- 2015 — «Приключения Буратино» Алексея Толстого (пост. — Михаил Сопов) — Карабас Барабас
- 2014 — «Сказка о заколдованной Снегурочке» Д. Артиса (пост. — К.Торская) — Мороз Иванович
- 2014 — «Шукшин. Рассказы» В.Шукшина (пост. — И.Черкашин) — Наседкин
- 2014 — «Волки и овцы» Н.Островского (пост. — О.Степанов) — Беркутов
- 2014 — «Цианистый калий…» Х. А. Мильяна (пост. — И.Черкашин) — Дон Грегорио
- 2014 — «Прекрасное далеко» Д.Привалова — (пост. — А.Джунтини) Саныч
- 2014 — «Шум за сценой» М.Фрейна (пост. — В.Серов) — Ллойд Даллас
- 2014 — «За двумя зайцами» М.Старицкого (пост. — И.Черкашин) — Прокоп Свиридович
- 2014 — «Май нейм из Маня» А.Каневский — Он

Луганский академический областной русский драматический театр им. Павла Луспекаева
- 2014 — «Персидская сирень» Н.Коляды (пост. — О.Александров) — Он
- 2013 — «До третьих петухов» В.Шукшина (пост. — Е.Морозов) — Горыныч
- 2013 — «Трехгрошевая опера» Б.Брехта (пост. — М.Голенко) — Пантера Браун
- 2012 — «Самоубийца», Н.Эрдмана (пост. — О.Александров) — Гранд-Скубик
- 2012 — «Маскарад» М.Лермонтова (пост. — А.Кравчук) — Арбенин
- 2012 — «Во имя жизни» Д.Волгий (пост. — С.Степкина) — Брюкнер
- 2012 — «Ханума» А. Цагарели (пост. — Е.Морозов) — Банный Князь
- 2011 — «Смерть Тарелкина» Сухово-Кобылина (пост. — А.Кравчук) — Брандахлыстова
- 2011 — «Дамский портной» Фейдо (пост. — К.Душин) — Обен
- 2011 — «Виндзорские насмешницы» У.Шекспира (пост. — П.Бойко) — Фальстаф
- 2010 — «Дядя Ваня» А. П. Чехова (пост. — О.Александров) — Астров
- 2010 — «Мой прекрасный монстр» М.Ферриса (пост. — С.Криль) — Старбак
- 2010 — «АССОЛЬ» П.Морозова (пост. О.Александров) — Эгль
- 2009 — «Волшебная лампа Аладдина» Д.Краснов (пост. — С. Степкина) — Джинн
- 2009 — "Дядюшкин сон " М.Достоевского (пост. — П.Клёнов) — Афанасий Матвеевич
- 2009 — «Кабала святош» М.Булгакова (пост. А.Аркадин-Школьник) — Людовика
- 2009 — «У-рок» Э.Ионеско (пост. О.Александров) — Служанка
- 2009 — «Шум за сценой» М.Фрейна (пост. — О.Александров) — Фредерик
- 2009 — «Май нейм из Маня» А.Каневский — Он
- 2008 — «Саня, Ваня и Римас» Владимира Гуркина (пост. — О.Александров) — Петр
- 2008 — «Остров сокровищ» Стивенсона (пост. — С.Гришанин) — Смолет
- 2008 — «Шишли-Мышли» П.Морозова (пост. — С.Степкина, П.Морозов) — Бен Ганн
- 2008 — «ЗОО-СТОРИ» Э.Олби (пост. — О.Александров) — Питер
- 2008 — «Записки подлеца» А. Н. Островского (пост. — П.Бойко) — Курчаев

Северодонецкий городской театр драмы
- 2008 — «Ненормальная» Н.Птушкиной (пост. — О.Александров) — Алексей
- 2007 — «Последняя попытка» М.Задорнова (пост. — О.Александров) — Андрей
- 2006 — «Место встречи» П.Морозова по бр. Вайнерам (пост. — О.Александров) — Фокс
- 2006 — «Саня, Ваня, Римас» Владимира Гуркина (пост. — О.Александров) — Петр
- 2005 — «Эвита» Копи (пост. — О.Александров) — Ибиза
- 2004 — «Последняя гастроль» П.Морозова (пост. — О.Александров) — Калиостро
- 2003 — «Гоголь-Моголь» Н.Гоголя (пост. — О.Александров) — Инквизитор
- 2002 — «Пока она умирала» Н.Птушкиной (пост. — С.Козарь) — Игорь
- 2001 — «Комедия» Рудова (пост. — С.Козарь) — Дьявол
- 2001 — «Скупой рыцарь» А.Пушкина (пост. — А.Андриенко) — Аьбер
- 2000 — «Чевенгур» А.Платонова (пост. — О.Александров) — Симон
- 1999 — «Мама Клава» П.Морозова (пост. — О.Александров) — Никита
- 1998 — «У-рок» Э.Ионеско (пост. — О.Александров) — Служанка
- 1997 — «ЗОО-СТОРИ» Э.Олби (пост. — О.Александров) — Питер
- 1996 — «Кроткая» П.Морозова (пост. — О.Александров) — ОН
- 1984 — «Картотека» Т.Ружевича (пост. А. — Шмаль) — Он
- 1983 — «Мастер и Маргарита» М.Булгакова (пост. — А.Шмаль) — Пилат, Воланд

### Книги
- «Руссо-туристо». Юмористические рассказы. «Издательские решения», Екатеринбург, 2015 ISBN 978-5-4474-3579-0
- «Взрослый театр» «Издательские решения», Екатеринбург, 2015 ISBN 978-5-4474-3776-3
- «Театр — детям» «Издательские решения», Екатеринбург, 2016 ISBN 978-5-4474-3682-7
- «Сказки для ТЕАТРА» «Издательские решения», Екатеринбург, 2016 ISBN 9785448331336
- «Мелодекламация. Заметки у микрофона» «Издательские решения», Екатеринбург, 2017 ISBN 978-5-4485-1085-4
- «Заячье дерево. И другие сказки для театра» «Издательские решения», Екатеринбург, 2018 ISBN 9785448552908
- «Бомж с Рублёвки». Юмористические рассказы. «Издательские решения», Екатеринбург, ISBN 978-5-4490-5079-3

## Премии
- Гран При  и диплом за лучшую режиссуру на II Международном театральном фестивале «Мост, соединяющий сердца» (Дубна, 2023 г.) за спектакль "Саня, Ваня, с ними Римас"
- Гран При XVI Московского областного театрального фестиваля «Долгопрудненская осень» со спектаклем «Саня, Ваня, с ними Римас» с артистами Дмитровского драматического театра (2022 г.)
- Государственная стипендия Союза театральных деятелей России для выдающихся деятелей культуры и искусства России (2017 г.)[38]
- Театральная премия Ростовского регионального отделения Союза театральных деятелей России «Мельпомена-2016» в номинации «Лучший актерский ансамбль» за роль Петра Рудакова[39]
- Государственная стипендия Союза театральных деятелей России для выдающихся деятелей культуры и искусства России (2015 г.)[35][40]
- Театральная премия Ростовского регионального отделения Союза театральных деятелей России «Мельпомена-2015» в номинации «Лучшая мужская роль» (Саныч в спектакле Алессандры Джунтини «Прекрасное далеко»)[41] Данилы Привалова
- Именная стипендия Луганского областного совета в сфере культуры и искусства (2014 г.)[42].
- Лауреат 1-го Международного литературного конкурса чтецов «Поэзия голосом — 2013»[43]
- Премия за роль второго плана на фестивале «Театральный Донбасс-2011» (Михаил Астров в «Дяде Ване» по А. П. Чехову Луганского академического областного русского драматического театра)[44]
- Лауреат Шестого международного конкурса теле- и радио-программ «Украина Едына-2005» — в номинации «Без комментариев» (радио-фельетон «В защиту „ню“ от нескромных мыслей»)[45]

## Фестивали и акции
- Открытый конкурс драматургов «Премьера-2002» (под псевдонимом «Роберт Квинта»)[46].
- Международный фестиваль-лаборатория «Арт-Альтернатива-2007» (Донецк) со спектаклем «Замуж за индюка» по пьесе Гуниллы Боэттиус[47].
- Фестиваль «Встречи в Одессе-2009» со спектаклем «Ночь Святого Валентина» по пьесе А. Марданя[48].
- XVI международный фестиваль искусств «Спивограй-2011». Спектакль Павла Морозова по сказке «Шишли-мышли», поставленный в ГТЛ Кишинёвского драматического театра «С Улицы Роз» стал лауреатом первой премии[49].
- Участие в фестивале «Театральный Донбасс-2011» с монокомедией «Май нейм из Маня» по А.Каневскому.
- Спектакль по пьесе «Ассоль» Павла Морозова, поставленный в театре-студии «Арлекин» (Курск), на III Всероссийском фестивале «Театральная юность России-2012» стал Лауреатом (Диплом I степени) в номинации «Драматические спектакли». Специальный диплом спектаклю «Ассоль»: за высоко-поэтичное звучание спектакля. I премия (президентский грант) в номинации «Лучшая женская роль», II премия (президентский грант) в номинации «Лучшая мужская роль», специальный приз жюри в номинации «Лучшая роль второго плана»[50].
- Участие в 44-м Празднике поэзии в Музее-усадьбе Александра Блока в Шахматово (2013) с программой «Блок и поэты Серебряного века»[51][52].
- 5-й Международный Грушинский интернет-конкурс, 2014.[53] Член жюри в номинация «Живое поэтическое слово»
- Волошинский фестиваль, 2015. Шортлист в номинации «Киностихотворение» — работа «Жираф» Николая Гумилева[54][55][56].
- IV Международный фестиваль русской культуры, Турин, Италия, 2015.[57]
- Конкурс-фестиваль Ростовского РО СТД РФ «МЕЛЬПОМЕНА — 2015» в номинации «Лучшая мужская роль»[58].
- Конкурс-фестиваль Ростовского РО СТД РФ «МЕЛЬПОМЕНА — 2016» с драматической комедией «Саня, Ваня, с ними Римас» В.Гуркина в номинации «Лучший спектакль»[59].
- На III Открытом молодежном театральном фестивале ArtEast-2016 спектакль театра-студии «Браво» по пьесе «Хищный заяц» Павла Морозова получает Гран-при и побеждает в номинациях «Лучший актерский ансамбль», «Лучшая мужская роль» и «Лучшая женская роль»[60].
- Х Международный фестиваль моноспектаклей SOLO Москва, 2017, с монокомедией «Май нейм из Маня» по А.Каневскому.[61].
- IV Московский театральный фестиваль негосударственных театров «Московская обочина», с монокомедией «Май нейм из Маня» по А.Каневскому, 2017[62].
- Международный фестиваль взрослых и детских театров «Театральный самотёк-2016-17-18-19-20», Москва. Член жюри.[63].

## Статьи
- Театр нашего подсознания. Восточно-Сибирская правда.[64]
- «В фойе русского театра — авторский моноспектакль». «Свой Вариант» 2010.[65]
- «Ностальгия по добру». МСПУ. 2010.[66]
- «Все мы — зайцы птицы крепкие!». Премьера в Серовском театре им. А. П. Чехова.[17]
- "Встречайте, — к нам идет «Ассоль»! Премьера в Павлоградском театре им. Б. Захавы.[67]
- Премьера «Алых парусов» по пьесе «Ассоль» в Иркутске. Театр юного зрителя им. А. Вампилова. 2011.[68]
- Премьера спектакля «Алые паруса» (по пьесе «Ассоль» П. Морозова) в Брянском театре юного зрителя. Постановщик — Лариса Леменкова. НашБрянск.ru. РФ. 2012 г.[69]
- «Смешно о важном» «Репортер» № 44(1025) от 7 ноября 2012 г.[70]
- «Взлет на фоне падения». Портал культуры «Давление света» 11.12.2012 г.[8]
- «Эпицентр любви и страсти». Портал w3.lg.ua. 20.04.2013[71]
- «Алые паруса» на сцене Донецкого ТЮЗа". 26.05.2013.[72]
- «Мы верим алым парусам…». Людмила Мананникова. Октябрь 24, 2014.[73]
- Павел Морозов на Грозненской сцене. «СТОЛИЦА» 2017
- Ассоль: фееричный эксперимент… Якутия. Инфо. 2017
- К мечте на алых парусах… Вечерняя Астана. 2017
- Павел Морозов на грозненской сцене. «СТОЛИЦА плюс».
- "Интервью с Павлом Морозовым. Quetzal.